# Périgny-la-Rose
Périgny-la-Rose é uma comuna francesa na região administrativa de Grande Leste, no departamento de Aube. Estende-se por uma área de 6,86 km². Em 2010 a comuna tinha 147 habitantes (densidade: 21,4 hab./km²).